# Henrik Harlaut
Henrik Harlaut (ur. 14 sierpnia 1991 w Sztokholmie) – szwedzki narciarz dowolny, specjalizujący się w slopestyle’u i big air. W 2014 roku wystąpił na igrzyskach olimpijskich w Soczi, gdzie zajął szóste miejsce w debiutującym slopestyle’u. Na rozgrywanych rok wcześniej mistrzostwach świata w Voss, gdzie zajął 53. miejsce w tej samej konkurencji. Brał też udział w mistrzostwach świata w Sierra Nevada w 2017 roku, gdzie był czwarty. Walkę o podium przegrał tam z Jamesem Woodsem z Wielkiej Brytanii. W Pucharze Świata zadebiutował 7 września 2012 roku w Ushuaii, gdzie zajął drugie miejsce w slopestyle’u. W zawodach tych rozdzielił Woodsa i Jonasa Hunzikera ze Szwajcarii. Najlepsze wyniki osiągnął w sezonie 2016/2017, kiedy zajął drugie miejsce w klasyfikacji generalnej, a w klasyfikacji big air zdobył Małą Kryształową Kulę. W 2019 roku, na mistrzostwach świata w Park City wywalczył srebrny medal w big airze, ulegając jedynie Szwajcarowi Fabianowi Böschowi oraz zajął piąte miejsce w slopestylu.

## Osiągnięcia

### Igrzyska olimpijskie
| Miejsce | Dzień     | Rok  | Miejscowość | Konkurencja | Zwycięzca        |
| ------- | --------- | ---- | ----------- | ----------- | ---------------- |
| 6.      | 13 lutego | 2014 | Soczi       | Slopestyle  | Joss Christensen |
| 17.     | 18 lutego | 2018 | Pjongczang  | Slopestyle  | Øystein Bråten   |
| 3.      | 9 lutego  | 2022 | Pekin       | Big air     | Birk Ruud        |
| 21.     | 16 lutego | 2022 | Pekin       | Slopestyle  | Alexander Hall   |

### Mistrzostwa świata
| Miejsce | Dzień    | Rok  | Miejscowość   | Konkurencja | Zwycięzca        |
| ------- | -------- | ---- | ------------- | ----------- | ---------------- |
| 53.     | 9 marca  | 2013 | Voss          | Slopestyle  | Thomas Wallisch  |
| 4.      | 9 marca  | 2017 | Sierra Nevada | Slopestyle  | McRae Williams   |
| 2.      | 2 lutego | 2019 | Park City     | Big air     | Fabian Bösch     |
| 5.      | 6 lutego | 2019 | Park City     | Slopestyle  | James Woods      |
| 15.     | 13 marca | 2021 | Aspen         | Slopestyle  | Andri Ragettli   |
| 15.     | 16 marca | 2021 | Aspen         | Bir Air     | Oliwer Magnusson |

### Puchar Świata

#### Miejsca w klasyfikacji generalnej
- sezon 2012/2013: 76.
- sezon 2013/2014: 122.
- sezon 2014/2015: -
- sezon 2015/2016: 82.
- sezon 2016/2017: 2.
- sezon 2017/2018: 110.
- sezon 2018/2019: 59.
- sezon 2019/2020: 70.

Od sezonu 2020/2021 klasyfikacja generalna została zastąpiona przez klasyfikację Park & Pipe (OPP), łączącą slopestyle, halfpipe oraz big air.
- sezon 2020/2021: 15.
- sezon 2021/2022:

#### Pozostałe miejsca na podium w zawodach
1. Ushuaia – 7 września 2012 (slopestyle) – 2. miejsce
2. Pjongczang – 20 lutego 2016 (slopestyle) – 2. miejsce
3. El Colorado – 2 września 2016 (Big air) – 1. miejsce
4. Mönchengladbach – 2 grudnia 2016 (Big air) – 1. miejsce
5. Québec – 11 lutego 2017 (Big air) – 2. miejsce
6. Stubai – 23 listopada 2018 (slopestyle) – 1. miejsce
7. Aspen – 20 marca 2021 (slopestyle) – 3. miejsce